# Börjesjön, Halland
Börjesjön är en sjö i Laholms kommun i Halland och ingår i Genevadsåns huvudavrinningsområde. Sjöns area är 0,03 kvadratkilometer och den är belägen 160 meter över havet.